# Шонай (Баянаульський район)
Шона́й (каз. Шонай) — село у складі Баянаульського району Павлодарської області Казахстану. Входить до складу Баянаульського сільського округу.
Село утворене 2008 року на місці колишнього селища Лісхоз.
Населення — 186 осіб (2021; 178 у 2009).